# Болгарский референдум (2016)
Болгарский референдум по реформе политической системы страны проходил 6 ноября 2016 года одновременно с первым туром президентских выборов. На референдум было вынесено три вопроса: об ограничении государственного финансирования политических партий, о введении обязательного голосования и о введении системы абсолютного большинства на парламентских выборах. Для подтверждения результатов референдума число проголосовавших на нём должно было быть не менее, чем количиство таковых на парламентских выборах 2014 года.
Глава инициативной группы по проведению референдума - болгарский телеведущий Слава Трифонов. Первоначально группа выдвинула 6 вопросов. ЦИК оставил только три.
Хотя все три вопроса были подтверждены большинством голосов, явка на референдуме оказалась немного ниже необходимой для того, чтобы считать референдум состоявшимся. Однако, в связи с тем, что явка составила более 20%, вынесенные на референдум вопросы должны будут обсуждаться в Народном собрании Болгарии.

## Вопросы
1. Одобряете ли Вы то, что народные представители должны избираться по мажоритарной избирательной системе абсолютным большинством в два тура? 
2. Одобряете ли Вы введение обязательного голосования на выборах и референдумах?
3. Одобряете ли Вы ежегодную государственную субсидию, отпускаемую на финансирование политических партий и коалиций, равную одному леву за один действительный голос, полученный на предыдущих выборах?
Оригинальный текст (болг.)
1. Подкрепяте ли народните представители да се избират с мажоритарна избирателна система с абсолютно мнозинство в два тура?
2. Подкрепяте ли въвеждането на задължително гласуване на изборите и референдумите?

3. Подкрепяте ли годишната държавна субсидия, отпускана за финансиране на политическите партии и коалициите, да бъде един лев за един получен действителен глас на последните парламентарни избори?

## Результаты
| Вопрос                                                   | За        | За    | Против  | Против | Ни за, ни против | Ни за, ни против | Недействительных/ пустых бюллетеней | Всего голосов | Зарегистрированных избирателей | Явка  |
| Вопрос                                                   | Голоса    | %     | Голоса  | %      | Голоса           | %                | Недействительных/ пустых бюллетеней | Всего голосов | Зарегистрированных избирателей | Явка  |
| -------------------------------------------------------- | --------- | ----- | ------- | ------ | ---------------- | ---------------- | ----------------------------------- | ------------- | ------------------------------ | ----- |
| Система абсолютного большинства на парламентских выборах | 2 509 864 | 73,80 | 560 024 | 16,47  | 330 928          | 9,73             | 87 668                              | 3 488 484     | 6 865 086                      | 50,81 |
| Обязательное голосование                                 | 2 158 929 | 63,48 | 905 691 | 26,63  | 336 180          | 9,89             | 87 668                              | 3 488 468     | 6 865 086                      | 50,81 |
| Политическое финансирование                              | 2 516 791 | 74,02 | 523 759 | 15,40  | 359 778          | 10,58            | 87 668                              | 6 865 086     | 6 865 086                      | 50,81 |
| Источник: ЦИК Болгарии                                   |           |       |         |        |                  |                  |                                     |               |                                |       |